# Хмылко, Вадим Владимирович
Вадим Владимирович Хмылко (10 января 1924, Новоселье, Петроградская губерния — 21 июля 1972, Псков) — советский государственный деятель. С 1961 по 1970 годы — первый секретарь Псковского районного комитета КПСС. Герой Социалистического Труда (1966).

## Биография
Вадим Владимирович родился в посёлке Новоселье (ныне — Струго-Красненский район Псковской области) в семье служащих-железнодорожников. Здесь же отучился в школе и в июне 1941 года получил аттестат зрелости. С началом Великой Отечественной войны вместе с семьёй был эвакуирован в Татарскую АССР, где и начал свою трудовую деятельность на должности инспектора районного статистического управления. В августе 1942 года по достижении совершеннолетия был призван в ряды Красной армии, однако в связи с ограничением по зрению был признан негодным к строевой службе — вплоть до 1945 года служил на должностях писаря и старшего писаря в 36-м запасном стрелковом полку.
Демобилизовавшись в декабре 1945 года, Вадим Хмылко прибыл в Плюсский район Псковской области, куда ранее вернулись из эвакуации мать и сестра. Здесь работал на должности председателя плановой комиссии, а после окончания в 1947 году Псковской областной партийной школы был назначен сначала вторым, а затем первым секретарём Плюсского райкома ВЛКСМ. С 1949 года находился на партийной работе: сначала пропагандистом, а после — заведующим партийным кабинетом Плюсского районного комитета ВКП(б).
С 1954 по 1956 годы Вадим Владимирович обучался в Высшей партийной школе при ЦК КПСС в Москве, а по её окончании работал инструктором и лектором Псковского областного комитета партии. В 1961 году был назначен первым секретарём Псковского райкома КПСС, проработав на этой должности до 1970 года. В сохранившейся характеристике Вадима Хмылко значится, что «в период его руководства в экономике района произошли значительные позитивные изменения: была увеличена продуктивность скота, возросло его поголовье, повышена культура земледелия, возрос сбор зерна, картофеля, кормовых культур, район занимал ведущее положение в льноводстве Псковской области». По итогам 1965 года совхозы Псковского района получили 700 тысяч рублей прибыли, а денежные доходы колхозов составили свыше 10,2 миллиона рублей.
Указом Президиума Верховного Совета СССР от 30 апреля 1966 года «за успехи, достигнутые в увеличении производства и заготовок подсолнечника, льна и других технических культур» Вадиму Владимировичу Хмылко было присвоено звание Героя Социалистического Труда с вручением ордена Ленина и золотой медали «Серп и Молот».
В ноябре 1970 года Вадим Хмылко был утверждён редактором областной газеты «Псковская правда», однако проработать на этой должности ему удалось недолго: Вадим Владимирович ушёл из жизни 21 июля 1972 года в результате сердечной недостаточности.